# Baie d'Alger
Baie d'Alger är en vik i Algeriet.   Den ligger i provinsen Alger, i den norra delen av landet, 10 km öster om huvudstaden Alger.